# 呂南河
呂南河（法語：Lunain，法語發音：[lynɛ̃]）是法國的河流，位於該國中北部，屬於卢万河的右支流，河道全長51.4公里，發源自埃格里塞勒-勒博卡日西南面，河口處在埃皮西。

## 外部連結
- http://www.geoportail.fr（页面存档备份，存于）
- Sandre数据库中的呂南河